# Joanet
Joanet, pseudonimo di Joan López Elo (Lleida, 1º marzo 1999), è un calciatore equatoguineano con cittadinanza spagnola, centrocampista dell'Atlètic Lleida e della nazionale equatoguineana.

## Caratteristiche tecniche
È un esterno destro.

## Carriera

### Club
Nato in Spagna da padre spagnolo e madre equatoguineana, cresce nel settore giovanile della squadra della sua città natale, lo Lleida Esportiu, dove debutta il 25 agosto 2019 in occasione dell'incontro di Segunda División B vinto 2-1 contro il Valencia Mestalla.

### Nazionale
Il 28 marzo 2021 debutta nella nazionale equatoguineana giocando l'incontro di qualificazione per la Coppa d'Africa 2021 perso 2-1 contro la Tunisia.

## Statistiche
Statistiche aggiornate al 26 marzo 2021.

### Presenze e reti nei club
| Stagione        | Squadra         | Campionato      | Campionato | Campionato | Coppe nazionali | Coppe nazionali | Coppe nazionali | Coppe continentali | Coppe continentali | Coppe continentali | Altre coppe | Altre coppe | Altre coppe | Totale | Totale | Totale |
| Stagione        | Squadra         | Comp            | Pres       | Reti       | Comp            | Pres            | Reti            | Comp               | Pres               | Reti               | Comp        | Pres        | Reti        | Pres   | Reti   |        |
| --------------- | --------------- | --------------- | ---------- | ---------- | --------------- | --------------- | --------------- | ------------------ | ------------------ | ------------------ | ----------- | ----------- | ----------- | ------ | ------ | ------ |
| 2019-2020       | Lleida Esportiu | SDB             | 17         | 1          | CR              | 1               | 0               |                    | -                  | -                  |             | -           | -           | 18     | 1      |        |
| 2020-2021       | Lleida Esportiu | SDB             | 12         | 1          | CR              | 1               | 0               |                    | -                  | -                  |             | -           | -           | 13     | 1      |        |
| Totale carriera | Totale carriera | Totale carriera | 29         | 2          |                 | 2               | 0               |                    | -                  | -                  |             | -           | -           | 31     | 2      |        |

### Cronologia presenze e reti in nazionale
| Cronologia completa delle presenze e delle reti in nazionale ― Guinea Equatoriale | Cronologia completa delle presenze e delle reti in nazionale ― Guinea Equatoriale | Cronologia completa delle presenze e delle reti in nazionale ― Guinea Equatoriale | Cronologia completa delle presenze e delle reti in nazionale ― Guinea Equatoriale | Cronologia completa delle presenze e delle reti in nazionale ― Guinea Equatoriale | Cronologia completa delle presenze e delle reti in nazionale ― Guinea Equatoriale | Cronologia completa delle presenze e delle reti in nazionale ― Guinea Equatoriale | Cronologia completa delle presenze e delle reti in nazionale ― Guinea Equatoriale |
| Data                                                                              | Città                                                                             | In casa                                                                           | Risultato                                                                         | Ospiti                                                                            | Competizione                                                                      | Reti                                                                              | Note                                                                              |
| --------------------------------------------------------------------------------- | --------------------------------------------------------------------------------- | --------------------------------------------------------------------------------- | --------------------------------------------------------------------------------- | --------------------------------------------------------------------------------- | --------------------------------------------------------------------------------- | --------------------------------------------------------------------------------- | --------------------------------------------------------------------------------- |
| 28-3-2021                                                                         | Radès                                                                             | Tunisia                                                                           | 2 – 1                                                                             | Guinea Equatoriale                                                                | Qual. Coppa d'Africa 2021                                                         | -                                                                                 | 86’                                                                               |
| 3-9-2021                                                                          | Radès                                                                             | Tunisia                                                                           | 3 – 0                                                                             | Guinea Equatoriale                                                                | Qual. Mondiali 2022                                                               | -                                                                                 | 79’                                                                               |
| 23-3-2022                                                                         | Óbidos                                                                            | Guinea-Bissau                                                                     | 3 – 0                                                                             | Guinea Equatoriale                                                                | Amichevole                                                                        | -                                                                                 |                                                                                   |
| 29-3-2022                                                                         | Óbidos                                                                            | Angola                                                                            | 0 – 0                                                                             | Guinea Equatoriale                                                                | Amichevole                                                                        | -                                                                                 |                                                                                   |
| 2-6-2022                                                                          | Radès                                                                             | Tunisia                                                                           | 4 – 0                                                                             | Guinea Equatoriale                                                                | Qual. Coppa d'Africa 2023                                                         | -                                                                                 | 46’ 58’, 71’                                                                      |
| 23-9-2022                                                                         | Berrechid                                                                         | Ruanda                                                                            | 0 – 0                                                                             | Guinea Equatoriale                                                                | Amichevole                                                                        | -                                                                                 | 90’                                                                               |
| 27-9-2022                                                                         | Casablanca                                                                        | Guinea Equatoriale                                                                | 2 – 2                                                                             | Togo                                                                              | Amichevole                                                                        | -                                                                                 | 85’                                                                               |
| 28-3-2023                                                                         | Francistown                                                                       | Botswana                                                                          | 2 – 3                                                                             | Guinea Equatoriale                                                                | Qual. Coppa d'Africa 2023                                                         | -                                                                                 | 83’                                                                               |
| 22-3-2024                                                                         | Gedda                                                                             | Guinea Equatoriale                                                                | 2 – 0                                                                             | Cambogia                                                                          | Amichevole                                                                        | 1                                                                                 |                                                                                   |
| 25-3-2024                                                                         | Gedda                                                                             | Capo Verde                                                                        | 1 – 0                                                                             | Guinea Equatoriale                                                                | Amichevole                                                                        | -                                                                                 | 77’                                                                               |
| Totale                                                                            |                                                                                   | Presenze                                                                          | 10                                                                                |                                                                                   | Reti                                                                              | 1                                                                                 |                                                                                   |